# 露德聖母堂 (綿陽)
露德聖母堂（英語：Our Lady—Chapel of Lourdes）是一座位於四川省綿陽市涪城區玉泉路71號的天主教堂，屬天主教成都教區。該堂座落在西山子雲亭公園山腳下，外觀建築為哥德復興式風格，通體白色。教堂庭院內建築一座聖母山。該堂的主任司鐸為鍾誠神父，和一名常駐修女張義梅負責平日教務。

## 建築
露德聖母堂是一座以白色瓷磚鑲嵌的建築，外觀比較簡陋，具哥德復興式風格。內部為一中殿加兩側廊，牆壁通體白色。主祭台後的壁龕裡安置帶有橙色靈光的露德聖母像。教堂庭院裡築有露德聖母窟，但洞窟內安置的卻是聖母無玷之心像，源自露西亞修女在法蒂瑪的三個秘密中的敍述。

## 教堂活動
露德聖母堂於每年夏季擧辦暑期教理培訓班，以7–18歲的靑少年為教導對象。亦曾邀請香港教師為中靑年信徒講授婚姻家庭和子女教育的相關問題。
2008年汶川大地震時期，神父鍾誠和修女張義梅、詹登菊連同其他天主教志願者，利用三輛汽車和一輛貨車運載糧油，越過軍警檢查站，到達北川縣封鎖區賑濟災民。

## 圖庫

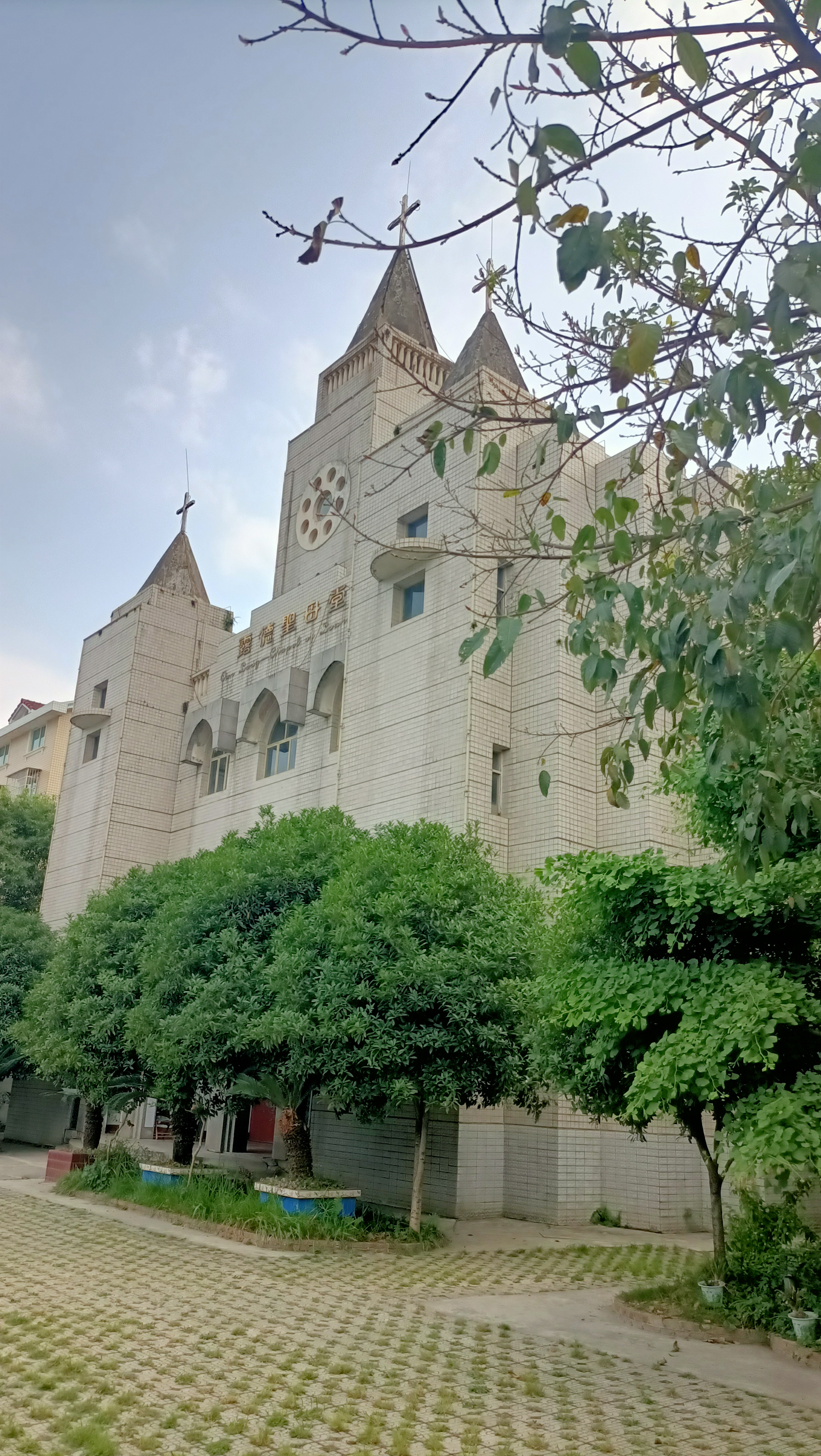
教堂外觀
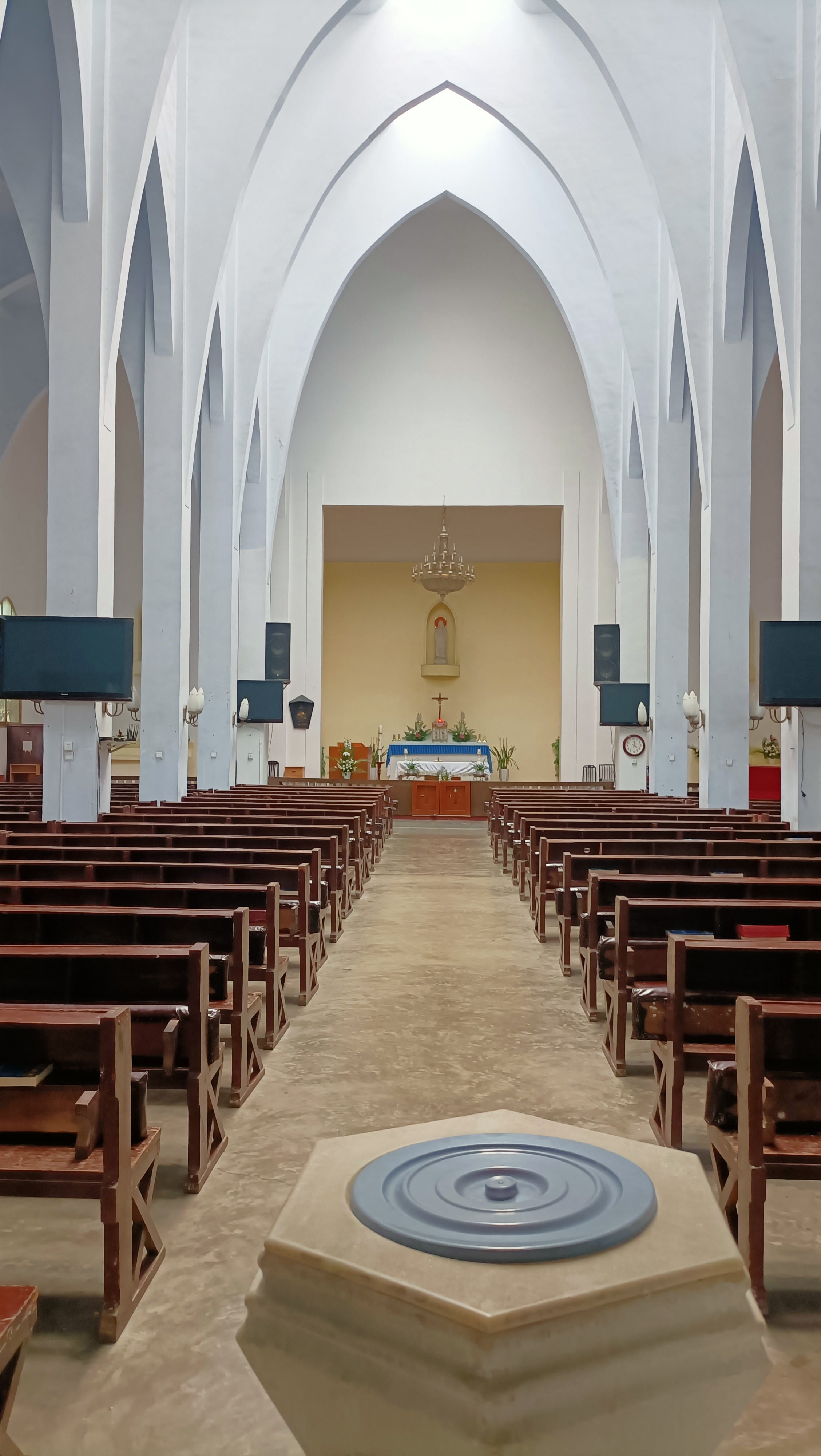
教堂內部
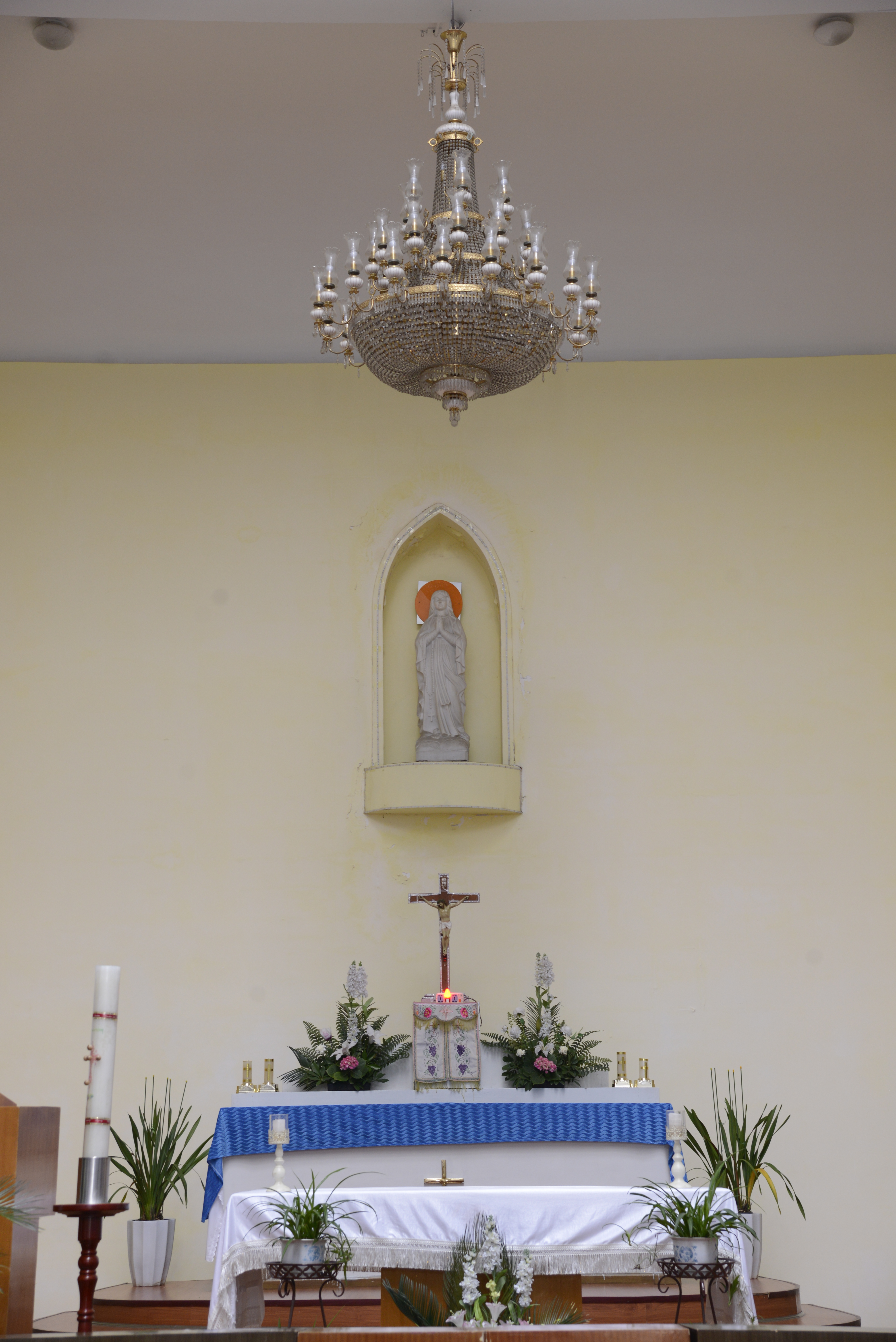
教堂祭台